# Municipio de Clay (condado de Huntingdon)
El municipio de Clay (en inglés: Clay Township) es un municipio ubicado en el condado de Huntingdon en el estado estadounidense de Pensilvania. En el año 2000 tenía una población de 920 habitantes y una densidad poblacional de 12.6 personas por km².

## Geografía
El municipio de Clay se encuentra ubicado en las coordenadas 40°11′00″N 77°58′59″O / 40.18333, -77.98306.

## Demografía
Según la Oficina del Censo en 2000 los ingresos medios por hogar en la localidad eran de $30,966 y los ingresos medios por familia eran de $34,250. Los hombres tenían unos ingresos medios de $31,992 frente a los $18,750 para las mujeres. La renta per cápita de la localidad era de $15,282. Alrededor del 9,2% de la población estaba por debajo del umbral de pobreza.